# Wat the Frick
 (mars 2018).

Wat The Frick est un EP mais aussi une tournée du DJ américain de musique électronique Getter.
Le teaser officiel de l’EP est publié via la chaine YouTube d’OWSLA le 15 août 2016, qui annonce la sortie officielle de l’EP le 2 septembre 2016. 
L’EP contient huit titres, ce qui est assez rare pour ce format qui doit normalement se limiter à quatre ou cinq titres. L’EP a une durée totale de 31 minutes et 17 secondes. Il fait plus de 8 737 000 écoutes sur SoundCloud et les animations vidéos font elles plus de 8 275 000 vues sur YouTube[réf. nécessaire].
Getter annonce la tournée Wat The Frick: Tour avec Wuki, Spock, Yultron, Josh Pan, Sneek, Aryay et Half Empty, qui se déroule du 4 septembre au 29 octobre 2016 exclusivement en Amérique du Nord (États-Unis et au Canada). Il filme quelques-uns de ses shows par le biais de petits vlogs humoristiques et loufoques mis en ligne sur la plateforme YouTube, les Wat The Frick Tour: Vlog #.

## Liste des pistes de l'EP
1. Wat The Frick [Original Mix] — 4:27
2. Wat The Frick [VIP Mix] — 5:19
3. 2 Hight (featuring Suicideboys) — 2:34
4. Something New — 4:02
5. Hecka Tight — 3:50
6. Fricken Dope — 4:14
7. Cool as Frick — 3:10
8. Sick Jetpack Bro — 3:41

## Illustration et communication
C’est l’illustrateur Somehoodlum qui se charge de la totalité des animations vidéo et de l’illustration de l’album. Son style est reconnaissable par un dessin animé sans reliefs ni ombres, ce qui donne un rendu plat.
La tournée est assurée par le label OWSLA. Elle est organisée par les agences SLVYVLL et Klint Johnson et hébergée par Nick Colletti. Trippy Burger, la marque de Getter et de Colletti, vend ses produits sur la tournée.